# George Frederick Reinhardt
George Frederick «Fred» Reinhardt (Berkeley, California, Estados Unidos, 21 de octubre de 1911-Birmensdorf, Suiza, 22 de febrero de 1971) fue un oficial de los servicios exteriores y diplomático estadounidense.
Sus compañeros lo consideraron uno de los mejores diplomáticos de su generación. Fue el embajador estadounidense en Vietnam del Sur (1955-1957), la República Árabe Unida y Yemen del Norte (1960-1961) e Italia (1961-1968). En Vietnam trabajó en la mejora de las relaciones entre los Estados Unidos y el primer ministro vietnamita, Ngô Đình Diệm.